# Savinjska (regija)
Savinjska regija je jedna od dvanaest statističkih regija Slovenije. Prema podacima iz 2005. u regiji živi 257.375 stanovnika.
Regija obuhvaća općine:
- Općina Bistrica ob Sotli
- Općina Braslovče
- Općina Celje
- Općina Dobje
- Općina Dobrna
- Općina Gornji Grad
- Općina Kozje
- Općina Laško
- Općina Ljubno
- Općina Luče
- Općina Mozirje
- Općina Nazarje
- Općina Podčetrtek
- Općina Polzela
- Općina Prebold
- Općina Rečica ob Savinji
- Općina Radeče
- Općina Rogaška Slatina
- Općina Rogatec
- Općina Slovenske Konjice
- Općina Solčava
- Općina Šentjur
- Općina Šmarje pri Jelšah
- Općina Šmartno ob Paki
- Općina Šoštanj
- Općina Štore
- Općina Tabor
- Općina Velenje
- Općina Vitanje
- Općina Vojnik
- Općina Vransko
- Općina Zreče
- Općina Žalec